# Еди—Хофстијев дијаграм
У биохемији, Еди—Хофстијев дијаграм (такође познат и као Вулф—Еди—Аугустинсон—Хофстијев дијаграм или Еди—Аугустинсонов дијаграм) графички је приказ кинетике ензима, у којој је брзина реакције у функцији концентрације супстрата:
{\displaystyle v=-K_{m}{v \over [S]}+v_{max}}
где v представља брзину реакције, Km је Михаелис—Ментенина константа, [S] је концентрација супстрата, док је vmax максимална брзина реакције.
Као и у другим случајевима линеаризације Михаелис—Ментенине једначине, Еди—Хофстијев дијаграм дозвољава брзу идентификацију значајних кинетичких параметара, као што су Km и vmax. Овај метод је доста отпорнији на експерименталне грешке у поређењу са Лајнвивер—Берковим дијаграмом, превасходно због давања подједнаког значаја експерименталним тачкама у било ком опсегу концентрације супстрата или брзине реакције (Лајнвивер—Берков дијаграм различито третира ове податке).
Једино недостатак Еди—Хофстијевог приступа је што ни на ординати ни на апсциси није представљена нека независна величина: обе су зависне од брзине реакције. Због тога се било која експериментална грешка одражава на обе осе.